# Грінфілд (Нью-Гемпшир)
Грінфілд (англ. Greenfield) — місто (англ. town) в США, в окрузі Гіллсборо штату Нью-Гемпшир. Населення — 1716 осіб (2020).

## Демографія
Згідно з переписом 2010 року, у місті мешкало 1749 осіб у 618 домогосподарствах у складі 436 родин. Було 699 помешкань
Расовий склад населення:
| - 97,8 % — білих - 0,6 % — азіатів - 0,5 % — чорних або афроамериканців - 0,2 % — корінних американців |

До двох чи більше рас належало 0,9 %. Частка іспаномовних становила 0,9 % від усіх жителів.
За віковим діапазоном населення розподілялося таким чином: 22,0 % — особи молодші 18 років, 67,3 % — особи у віці 18—64 років, 10,7 % — особи у віці 65 років та старші. Медіана віку мешканця становила 42,3 року. На 100 осіб жіночої статі у місті припадало 106,2 чоловіків;  на 100 жінок у віці від 18 років та старших — 107,3 чоловіків також старших 18 років.
Середній дохід на одне домашнє господарство  становив 85 036 доларів США (медіана — 71 429), а середній дохід на одну сім'ю — 93 141 долар (медіана — 78 047). Медіана доходів становила 52 344 долари для чоловіків та 45 357 доларів для жінок. За межею бідності перебувало 7,4 % осіб, у тому числі 2,4 % дітей у віці до 18 років та 7,3 % осіб у віці 65 років та старших.
Цивільне працевлаштоване населення становило 834 особи. Основні галузі зайнятості: освіта, охорона здоров'я та соціальна допомога — 23,9 %, виробництво — 19,8 %, будівництво — 11,5 %, мистецтво, розваги та відпочинок — 8,5 %.